# The Twist
The Twist er det første studiealbum af den danske gruppe Gangway, udgivet i november 1984 på pladeselskabet Irmgardz. 
Albummet fik fine anmeldelser - også i engelske musikblade - og blev det første engelsksprogede album fra Danmark, der solgte over 10.000 eksemplarer. I 1991 blev albummet genudgivet i Japan med tre bonusnumre på selskabet Hammer Label. The Twist har solgt 15.000 eksemplarer.

## Spor
Alt tekst og musik er skrevet af Henrik Balling, undtagen "Yellow" tekst af Allan Jensen.  
1. "Yellow" – 3:40
2. "Boys in the River" – 3:52
3. "Join the Party" – 2:20
4. "Everything We've Ever Had" – 3:36
5. "What?" – 2:06
6. "The Idiot"  – 0:35
7. "The Loneliest Being" – 3:10
8. "Violence, Easter and Christmas" – 2:45
9. "On the Roof" – 3:52
10. "Call Up" – 3:46
11. "Rhythm's Our Business" – 4:40

Bonusnumre på japansk version
12. "Can You Believe This"
13. "Once Bitten, Twice Shy (Early Version)"
14. "Bound To Grow Up"

## Personel
Gangway
- Allan Jensen – vokal, bas, trommer (spor 1)
- Henrik Balling – guitar, keyboards, kor, bas (spor 2)
- Jan Christensen – trommer
- Gorm Ravn-Jonsen – bas (spor 1), guitar (spor 8), yderligere trommer (spor 11) (oprindeligt krediteret for "diverse" på albumcover)

Produktion
- Gangway – producer, coverdesign
- Peter Mark Jensen – lydtekniker
- Peter Schultz – covermaleri
- Flemming Jönsson – coverdesign